# Vanellus novaehollandiae
Vanellus novaehollandiae, "svartskuldrad vipa" är en vadarfågel i familjen pipare, vanligen behandlad som underart till maskvipa men nyligen urskild som egen art.

## Utbredning och systematik
Fågeln återfinns i östra och sydöstra Australien, på Tasmanien och Nya Zeeland. Den betraktas oftast som underart till maskvipa (Vanellus miles), men urskiljs sedan 2014 av IUCN och Birdlife International som egen art.

## Status och hot
Arten har ett stort utbredningsområde och tros öka i antal. Utifrån dessa kriterier kategoriserar internationella naturvårdsunionen IUCN arten som livskraftig (LC).